# Fantasma

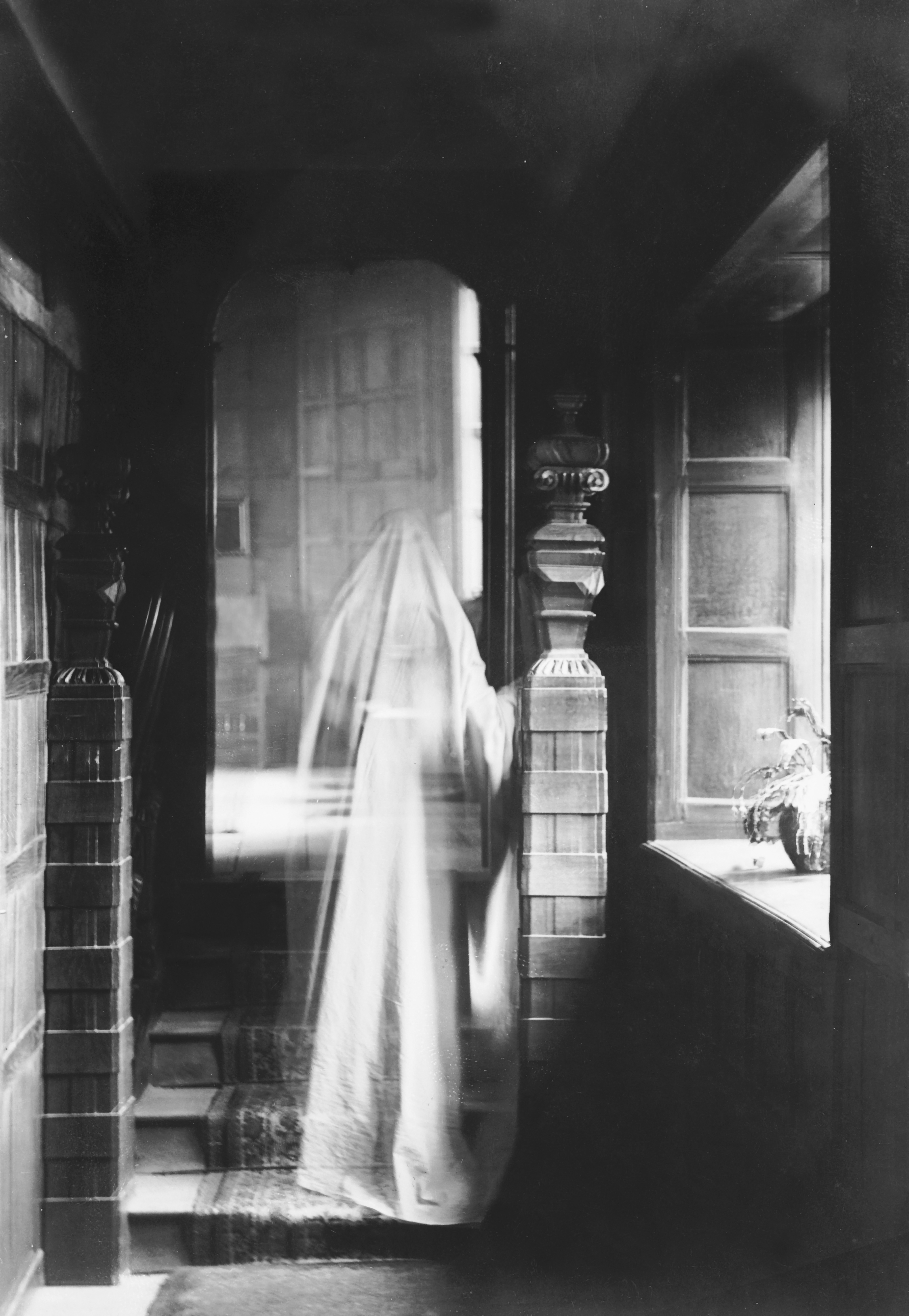
Foto di un "fantasma" ottenuta attraverso la tecnica fotografica della "doppia esposizione"

Il fantasma (dal latino phantasma, derivato dal greco φάντασμα, phàntasma, a sua volta da ϕαντάζω phantàzo, "mostrare" o da ϕαντάζομαι «apparire»), chiamato anche ombra, spettro o larva (dal latino larua) nelle leggende e nel folclore è la forma visibile di un'anima, spesso rappresentata come figura evanescente, vestita di bianco. La reale esistenza dei fantasmi, come di tutti gli altri elementi soprannaturali o altri esempi di vita ultraterrena, non ha mai avuto riscontri scientifici in quanto priva di prove sperimentali e restano esclusivamente oggetto di fede e di credenza popolare.
Il termine fantasma, dal greco antico φάντασμα phàntasma,  φαντάζω (phantàzo, "mostrare"; dalla radice φαν-, che esprime l'idea dell'"apparire" e del "mostrare"), aveva il significato di apparizione (intesa come manifestazione soprannaturale) e solo con il tempo il suo significato si è ristretto a indicare l'apparizione di un defunto. Il fantasma è una figura ricorrente nella tradizione popolare e letteraria praticamente di tutte le civiltà. Nella tradizione orientale e in quella greca e romana l'apparizione dei fantasmi non è associata al sentimento della paura.
Ci si riferisce ad esso come a una presenza incorporea, spesso caratterizzata da alcuni elementi macabri o sinistri (avvolta in un sudario oppure senza testa, contornata da una certa luminescenza o che produce un rumore di catene). Del pari anche le circostanze delle apparizioni sono caratterizzate da elementi sinistri ricorrenti quali l'ora notturna, i luoghi lugubri e isolati, ecc.
Il fantasma è un soggetto che ha avuto ampio successo nella letteratura, dando vita al genere della storia di fantasmi, e in altri media come il cinema o i fumetti, divenendone un tipico personaggio non solo nella narrativa di genere, come quella fantastica, dell'orrore o per ragazzi, ma comparendo anche, ad esempio, in opere come l'Amleto di Shakespeare o il Giro di vite di Henry James, o in commedie di Plauto oltre a diversi racconti gotici tipici del XIX secolo.

## Ipotesi sulla natura delle apparizioni
Non ci sono prove della reale esistenza dei fantasmi e, per spiegare le testimonianze che invece ne asseriscono l'apparizione, sono state avanzate varie ipotesi che vanno dalle allucinazioni, alla burla, fino alla truffa e al raggiro. Alcune ricerche volte a provarne l'esistenza attraverso metodi scientifici, come ad esempio lo studio delle variazioni del campo magnetico nei luoghi dove si asseriva l'apparizione di fantasmi, non hanno mai condotto alla prova della loro reale esistenza.

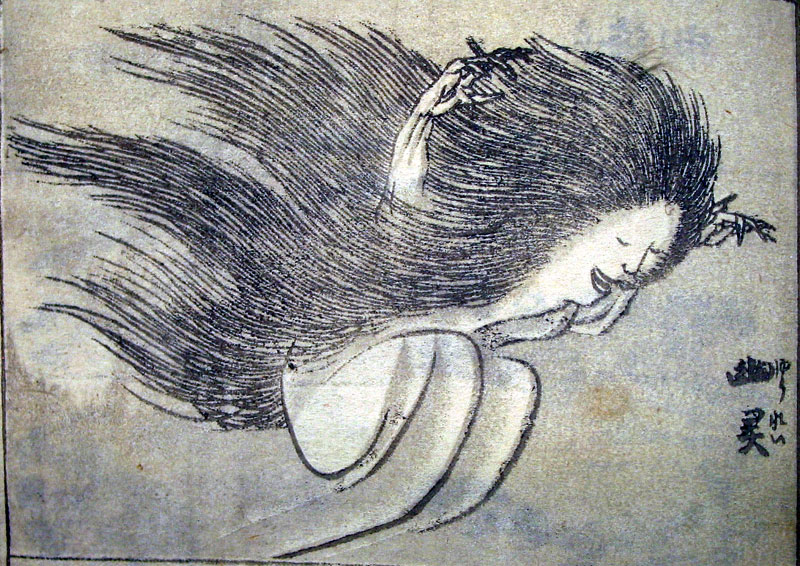
Illustrazione di Hokusai di uno yūrei (fantasma giapponese)

### Imposture

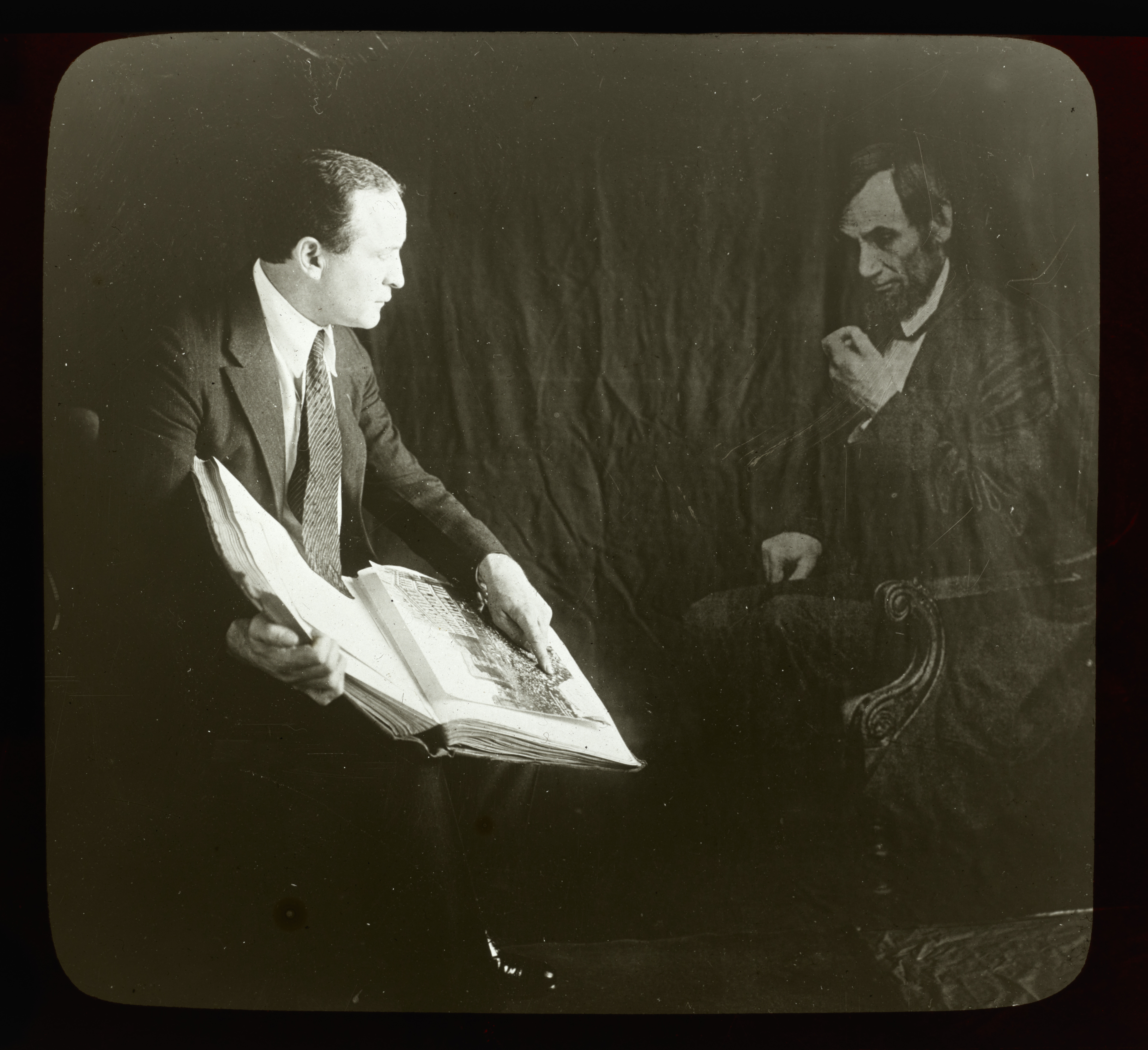
Il prestigiatore Harry Houdini e il fantasma di Abraham Lincoln, c. 1920-1930

Frequentissime nella storia del paranormale sono state le vere e proprie imposture escogitate per svariati interessi, in particolare per ciò che riguarda le apparizioni dei fantasmi. Sono numerosi, ad esempio, i medium che si sono vantati della capacità di produrre materializzazioni di ectoplasmi durante le sedute spiritiche ma nessuno di questi è stato mai in grado di realizzare una prova oggettiva della natura soprannaturale di questi "fantasmi" (in molti casi è stato invece dimostrato trattarsi di garze, veli e altre sostanze del tutto naturali).
Anche le apparizioni documentate fotograficamente, oppure connotate da varie forme di interazione fra fantasmi e oggetti circostanti (ad es. spostamento di oggetti, rumori notturni ecc.), sono state spesso correlate, e successivamente spiegate, all'intenzione di determinati soggetti di attirare l'attenzione dei media e del pubblico su particolari luoghi, edifici o situazioni, per es. a scopi turistici o commerciali, o per interessi personali.

### Allucinazioni
Nella maggior parte dei casi l'apparizione di fantasmi è classificata come allucinazione (quantomeno dopo avere scartato l'ipotesi di un'impostura).
Nella maggioranza dei casi le potenziali allucinazioni che riguardano l'avvistamento di un fantasma sono di natura visiva ed uditiva.
In altri casi si è trattato di testimoni che sostenevano di avere avuto anche un contatto fisico e di aver sentito odori di vario tipo. In questo caso, secondo la teoria, si sarebbero verificate allucinazioni tattili e olfattive. In altre occasioni l'apparizione si sarebbe manifestata con una sensazione di improvviso calo della temperatura.
La spiegazione si basa sul fatto che chiunque si rechi in un luogo particolare per assistere ad un'apparizione, se abbastanza convinto e suggestionato, potrebbe realmente assistere ad un'apparizione.
La mente infatti, se posta sotto un forte stimolo di stress, potrebbe creare delle illusioni di vario genere, che possono essere diverse a seconda della persona.
Nei casi in cui due o più persone condividano la stessa esperienza illusoria si parla di allucinazione collettiva. Secondo alcune teorie parapsicologiche ciò sarebbe spiegabile con il fatto che un individuo psicologicamente forte, in caso di forte stress, può trasmettere telepaticamente l'immagine che è stata registrata dal suo cervello: questa ipotesi non ha però riscontro scientifico. L'allucinazione collettiva è spesso frutto di suggestione da parte di alcuni componenti del gruppo o della folla, che con il loro comportamento (parole, grida ecc.) finiscono per suggestionare gli altri.

### Variazioni dei campi magnetici
Secondo Michael Persinger, neurologo e professore all'università Laurentiana di Sudbury, le apparizioni di fantasmi, come altri fenomeni paranormali, potrebbero essere correlate alle variazioni di campi magnetici. Anche un'indagine di un gruppo di psicologi britannici coordinati da Richard Wiseman è arrivata alla conclusione che le visioni di fantasmi potrebbero essere dovute alle variazioni di campi magnetici percepite da alcune persone particolarmente sensibili, che svilupperebbero la sensazione di avvertire strane presenze.

### Anime dei morti

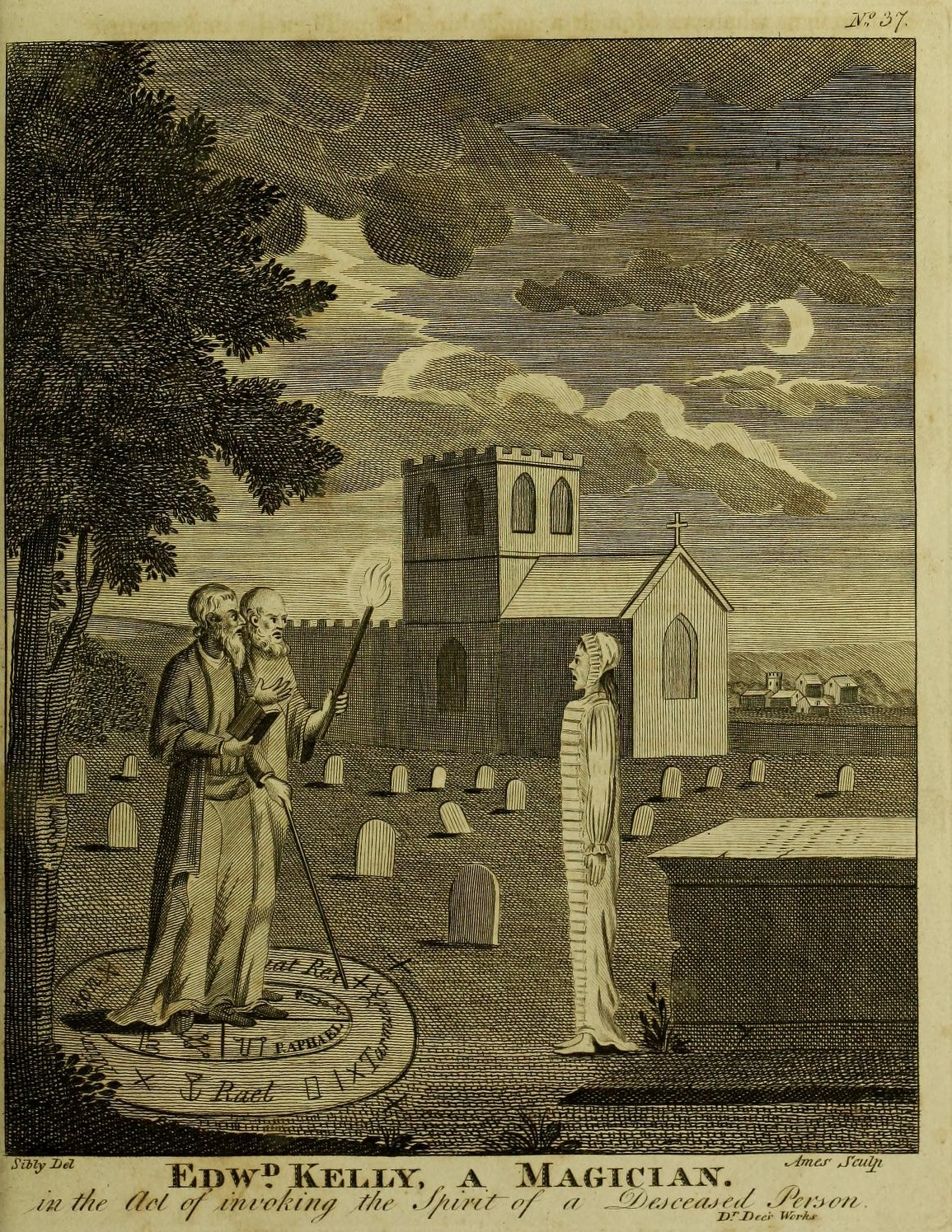
Gli esoteristi John Dee ed Edward Kelley mentre invocano lo spirito di una persona deceduta (incisione da Astrology da Ebenezer Sibly, 1806)

La più diffusa credenza popolare vede i fantasmi come apparizione dei defunti. Questa interpretazione non ha alcun fondamento scientifico; in essa è riposta la fede, ovvero la volontà di credere, di coloro che vi aderiscono. Credere ai fantasmi significa spesso credere che l'anima di una persona defunta possa in qualche modo riuscire a manifestarsi nel mondo terreno, non di rado per chiedere aiuto per portare a termine qualcosa che il defunto non è riuscito ad ultimare. È sicuramente l'ipotesi più legata alla tradizione del folklore riguardante i fantasmi e, per alcune persone, è quella più rassicurante, in quanto presuppone che esista una vita dopo la morte e una continuazione dell'amore provato nei confronti dei propri cari.

### Buchi spaziotemporali
I padri di questa teoria sono fondamentalmente due: il "cacciatore di fantasmi" Peter Underwood e il prof. Hermann Wilkins dell'Università dell'Ohio (USA) sostengono che, grazie a particolari situazioni ambientali, si possa creare una sorta di "buco nella luce" che renderebbe possibile vedere nel passato per pochi istanti. Questo infatti sarebbe la spiegazione perché i fantasmi vengono visti oltrepassare i muri, fluttuare nell'aria e camminare immersi per metà nella strada; questo perché molto probabilmente nel passato non esisteva quel determinato muro, c'era una dunetta oppure la strada non era ancora stata costruita. Questa teoria sta prendendo piede negli ultimi anni, pur non avendo alcun fondamento scientifico e mancando di ogni possibilità di verifica. Inoltre, vista la natura unitaria dello spaziotempo, questa teoria non spiega il motivo per cui avvererebbero questi slittamenti solo in termini di tempo e non di spazio.

### Cattolicesimo
Secondo la Chiesa cattolica, la destinazione dell'anima di un defunto può essere la felicità eterna (Paradiso) o la pena eterna (Inferno). Se l'anima non è libera da ogni peccato veniale, allora può scontare un tempo più o meno lungo nel Purgatorio (dove per tempo non si intende quello fisico con unità di misura propria). Essendo queste tre le uniche destinazioni delle anime previste dalla Chiesa cattolica, non può esistere il fatto che un'anima defunta sia collocata nel nostro mondo.
Nel Catechismo della Chiesa Cattolica non si parla di fantasmi, mentre nella Bibbia sono narrate apparizioni di spiriti (Saul fa evocare lo spirito di Samuele; durante la Trasfigurazione di Gesù appaiono Mosè ed Elia).

### Induismo
Nell'Induismo le scritture affermano genericamente che morire per suicidio (e per ogni tipo di morte violenta) porta a diventare un fantasma, destinato a vagare sulla terra fino al momento in cui si sarebbe dovuti morire se non ci si fosse suicidati.

### Spiritismo

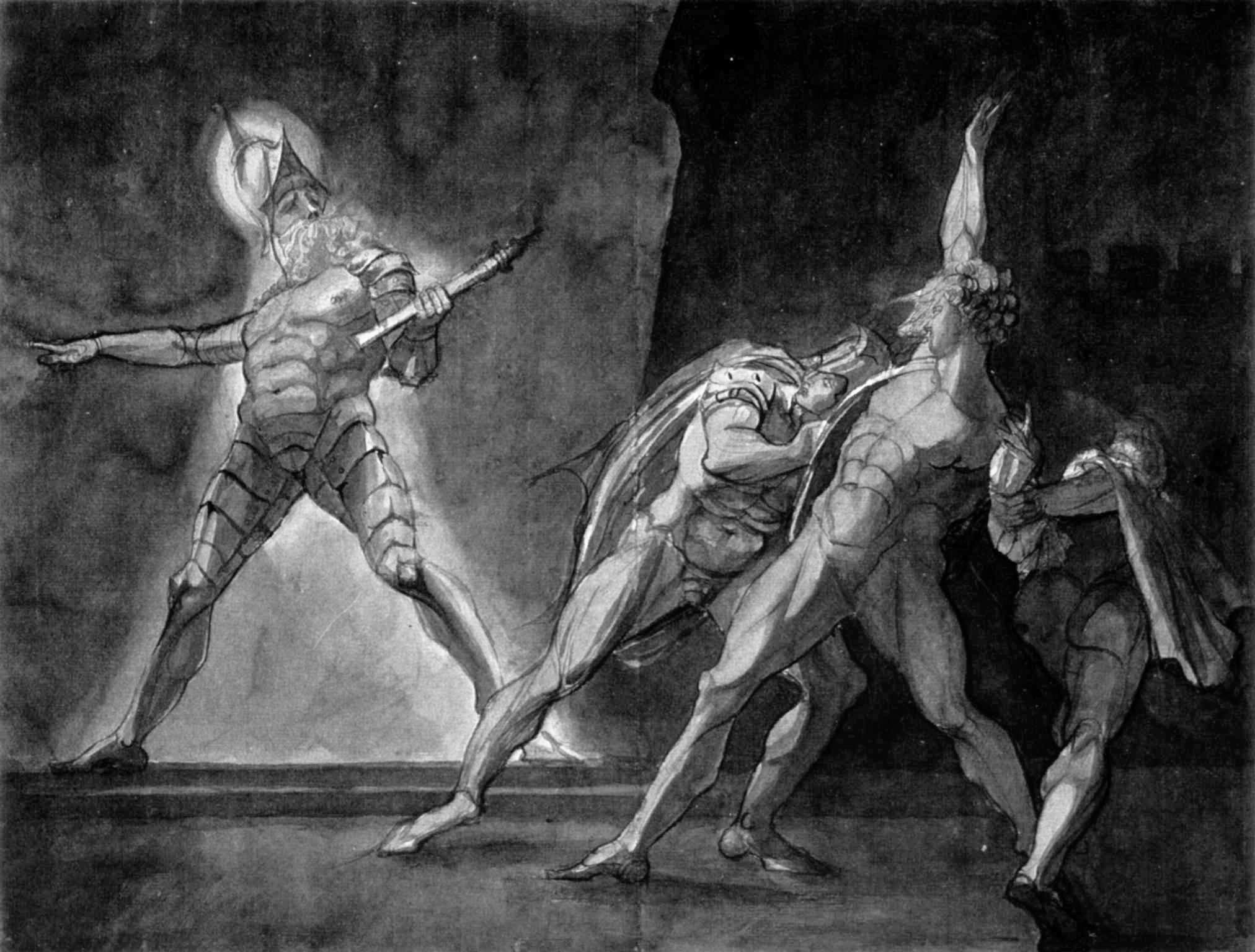
Amleto e il fantasma del padre, di Johann Heinrich Füssli

Secondo lo spiritismo e il ricercatore Allan Kardec che studiò a fondo i relativi fenomeni, i fantasmi sono manifestazioni degli spiriti, i quali si rendono visibili grazie a un fenomeno del tutto naturale che lui studiò e approfondì, ossia rendono più "denso" il loro corpo animico, formato da sostanza materiale estremamente rarefatta, e grazie a particolari circostanze medianiche (tra cui l'ectoplasma del medium), appaiono a chi desiderano. Kardec descrisse il fenomeno come ad es. un gas che in condizioni normali non è visibile, ma che raffreddandolo diviene immediatamente semi-trasparente e raffreddandolo ulteriormente diventa solido e tangibile.

## I cacciatori di fantasmi
I cosiddetti cacciatori di fantasmi sono persone dedite allo studio e alla ricerca dei fantasmi con metodi più o meno scientifici o para-scientifici. Il loro scopo dichiarato è in genere cercare di esaminare in modo più neutrale e preciso possibile i documenti che hanno in proprio possesso, spesso recandosi in determinati luoghi considerati come luoghi di apparizioni. Ad esempio Harry Price (1881 – 1948) fu uno di questi. Hanno ispirato anche opere come il film Ghostbusters - Acchiappafantasmi (1984).

## Tipi di apparizioni
La tradizione, le opere letterarie o televisive/cinematografiche, unito allo studio delle presunte apparizioni, hanno generato una sorta di catalogazione di differenti tipologie di apparizione (in funzione del presunto tipo di contatto visivo o uditivo, cioè quando si ha una manifestazione visiva oppure se ne sente la presenza o sentono le voci).

### Poltergeist
La parola poltergeist deriva dal tedesco Polter (chiasso, rumore) e Geist, "spirito". In italiano si direbbe spirito chiassoso. La caratteristica principale di una manifestazione di tipo "poltergeist" è prettamente di carattere uditivo. Il poltergeist sarebbe quindi uno spirito invisibile la cui presenza sarebbe percepibile dai rumori che provocherebbe come, ad esempio, colpi contro il muro o facendo sbattere porte e finestre, spostando o rompendo oggetti come mobili e suppellettili varie. L'azione di un poltergeist è circoscritta in un particolare luogo (come case, cimiteri o altre costruzioni) e talvolta in una singola stanza.
Una celebre presunta testimonianza di questa tipologia, entrata nell'immaginario collettivo e nota come Strega dei Bell, risale al 1817 quando John Bell, abitante del Tennessee, dichiarò di essere stato vittima di un poltergeist che aveva infestato la sua casa; tale manifestazione non solo si sarebbe divertita a colpirlo in viso durante le ore di sonno ma, secondo la leggenda che si diffuse successivamente, causò la morte della vittima per mezzo di una boccetta di sciroppo con del veleno.
Secondo la parapsicologia il poltergeist non sarebbe l'anima di un defunto, ma tale manifestazione sarebbe da attribuirsi all'inconscio di persone con forti capacità psichiche le quali interagirebbero a propria insaputa con il mondo materiale circostante.

### Infestazione
L'infestazione è la presunta manifestazione spiritica forse più presente tra i molti fenomeni descritti.
L'infestazione avviene anch'essa in luoghi ben determinati e si può manifestare sia in luoghi chiusi che all'aperto.
Nella maggior parte dei casi, gli spiriti che infestano un luogo agiscono ripetendo sempre le stesse azioni, ignorando del tutto gli umani presenti nel luogo.
Durante queste manifestazioni, gli spiriti vengono visti con contorni sfumati, ma altre volte con i lineamenti del viso e del corpo ben definiti, arrivando persino a essere scambiati per persone vive.
Le leggende popolari e la tradizione sono pieni di storie di fantasmi di questa tipologia, e vi sono moltissime persone, anche in Italia, che sostengono di essersi imbattuti in questo tipo di apparizione, avvenuta prevalentemente in antichi luoghi quali castelli, manieri, case abbandonate o cimiteri vuoti.
Alcuni ritengono comunque che, contrariamente a ciò che comunemente si pensa, i principali luoghi di avvistamenti di questo tipo siano stati in prossimità di costruzioni militari o campi di battaglia, ed anche in campagna.

### Banshee
Il termine banshee deriva dall'irlandese "bean" (donna) e "sidhe" (fata). Questo tipo di fantasma di genere femminile, presente nelle leggende dell'Irlanda, Galles e Scozia, è in genere legato a una famiglia, che non potrà più liberarsene fino alla morte delle persone alle quali lo spirito è legato.
La banshee si manifesterebbe solitamente nelle ore notturne con lamenti orribili, che starebbero a significare un vicino pesante lutto nella famiglia.
Solo i membri della famiglia al quale è legato possono sentire il suo orrendo canto e, nonostante la natura spaventosa di questo spettro, il suo unico scopo è di proteggere la famiglia al quale è legato dai nemici esterni.
Appaiono molto raramente e sono stati descritti come spiriti di donna con occhi luminescenti verdi e dai tratti scheletrici.

### Fantasmi di animali
L'apparizione di fantasmi di animali copre una minoranza tra i casi documentati (anche in modo non ufficiale).
Ci sono avvistamenti di fantasmi di animali di tipo mostruoso e decisamente ostile, mentre altri di tipo "gradevole" e decisamente amichevole.
I principali animali visti in questo genere di apparizioni, sono per lo più gatti o cani, o comunque animali domestici.

### Proiezione astrale

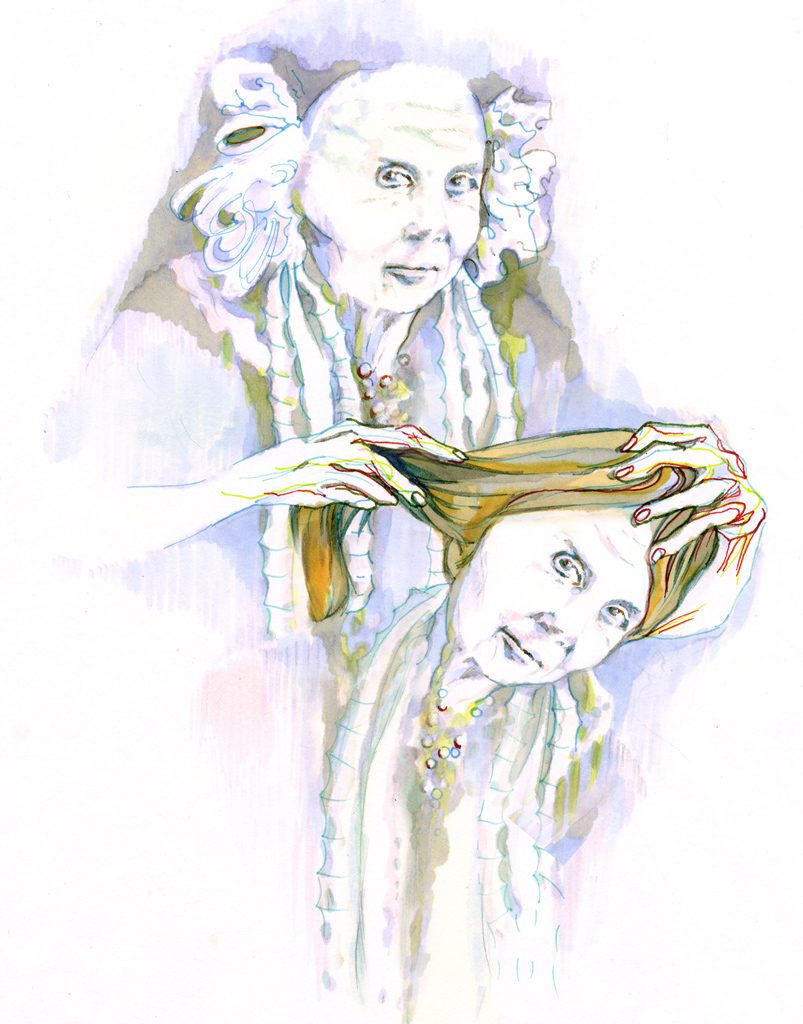
Raffigurazione artistica di un Doppelgänger

La proiezione astrale sarebbe il fantasma di una persona ancora in vita causato da un pericolo immediato e improvviso. Per il fortissimo stress emotivo, avverrebbe lo "sdoppiamento" della propria persona che apparirebbe quindi sotto forma telepatica a un familiare o a un amico. In questi casi si parla più propriamente di bilocazione e alcuni sedicenti medium affermano di essere in grado di utilizzare la propria proiezione astrale di proposito (ubiquità). Per lo studioso inglese Andrew Green, queste apparizioni coprirebbero di gran lunga la maggioranza dei casi.

### Doppelgänger
Nel folclore si utilizza questo termine per indicare la copia/doppio paranormale di una persona ancora in vita. Solitamente questo tipo di apparizioni vengono interpretate come presagi maligni o di sfortuna. I doppelgänger vengono percepiti come una forma di bilocazione malvagia o sinistra. In alcune culture, familiari o amici di una persona che ne vedono il doppelgänger viene visto come segnale di pericolo o malattia, mentre si dice che se una persona vede il proprio doppio allora è presagio di morte.

### Apparizioni da crisi
Le apparizioni da crisi hanno caratteristiche analoghe a quelle delle persone vive. Una persona appena morta potrebbe apparire a familiari ed amici che la starebbero aspettando, oppure che con questa avrebbero avuto una discussione poco prima del trapasso.
Secondo la parapsicologia questo fenomeno è da attribuirsi alla proiezione telepatica di una persona da parte di un soggetto con forti doti mentali, al quale essa sarebbe stata molto legata.

## Influenza culturale
Il fantasma è un soggetto che ha avuto ampio successo nella letteratura, dando vita al genere delle storie di fantasmi poi trasposto anche in altri media come il cinema e i fumetti, divenendo un tipico personaggio non solo nella narrativa di genere, come quella fantastica, dell'orrore o per ragazzi, ma comparendo anche, ad esempio, in opere come l'Amleto di Shakespeare o il Giro di vite di Henry James, o in commedie di Plauto oltre a diversi racconti gotici tipici del XIX secolo.

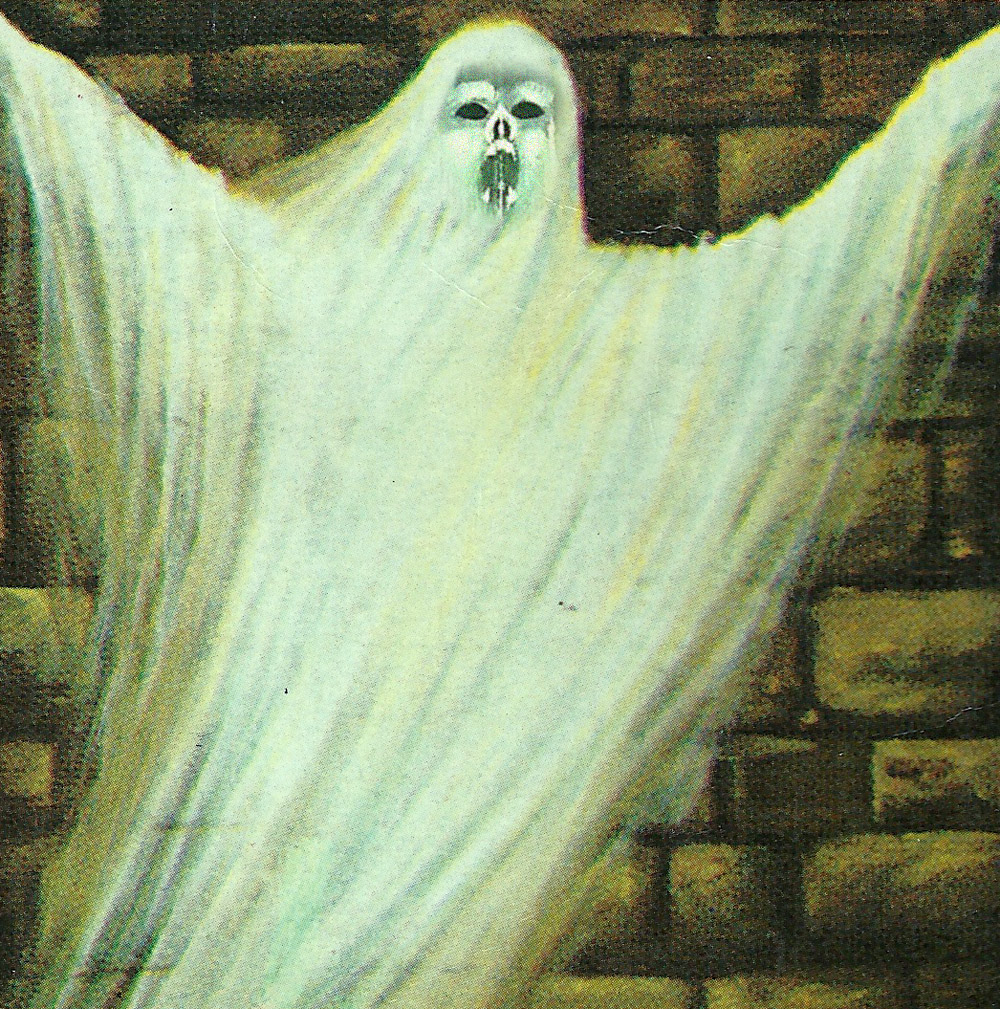
Rappresentazione di un fantasma come appare tradizionalmente nella letteratura gotica

### Esempi
Letteratura
- La casa dei fantasmi (1859, Charles Dickens)
- Il fantasma dell'Opera (1910, Gaston Leroux)
- Il fantasma di Canterville (1887, Oscar Wilde)

Cinema
- Fantasma (film del 1922 diretto da Friedrich Wilhelm Murnau)
- Fantasmi (film del 1979 diretto da Don Coscarelli)
- Ghostbusters (serie di film)
- Beetlejuice (film del 1988 diretto da Tim Burton)
- Ghost (film del 1990 diretto da Jerry Zucker)
- The Others (film del 2001 diretto da Alejandro Amenábar)
- Paranormal Activity (serie di film)

Fumetti
- Topolino nella casa dei fantasmi (1936, storia a fumetti di Ted Osborne e Floyd Gottfredson)

### Saggi
- Maria Fenoglio, Guida ai fantasmi d'Italia. Che cosa sono i fantasmi, come si presentano, dove appaiono, Padova, MEB, 1986.
- Sergio Conti, Uomini e spettri, Milano, Mondadori, 1997, ISBN 88-04-42294-7.